# Święty Antoni z Padwy z Dzieciątkiem (obraz Bartolomé Estebana Murilla)
Święty Antoni z Padwy z Dzieciątkiem (hiszp. San Antonio de Padua con el Niño) – powstały w 2 poł. XVII w. obraz autorstwa hiszpańskiego barokowego malarza Bartolomé Estebana Murilla.
Dzieło znajduje się w Muzeum Sztuk Pięknych w Sewilli. Pierwotnie był własnością konwentu sewillskich kapucynów.

## Opis
Artysta przedstawił czczonego w Kościele katolickim św. Antoniego z Padwy, franciszkanina. Święty klęczy boso obejmując Dziecię Jezus, które siedzi na ewangeliarzu. Antoni jest młodym mężczyzną, w ręku trzyma lilię, symbol czystości. Jego brązowy habit z kapturem przewiązany jest białym sznurem z trzema węzłami, symbolizującymi w duchowości franciszkańskiej śluby ubóstwa, posłuszeństwa i czystości. Nad Antonim z Dzieciątkiem unoszą się czterej mali aniołowie.